# آرتا (یونان)

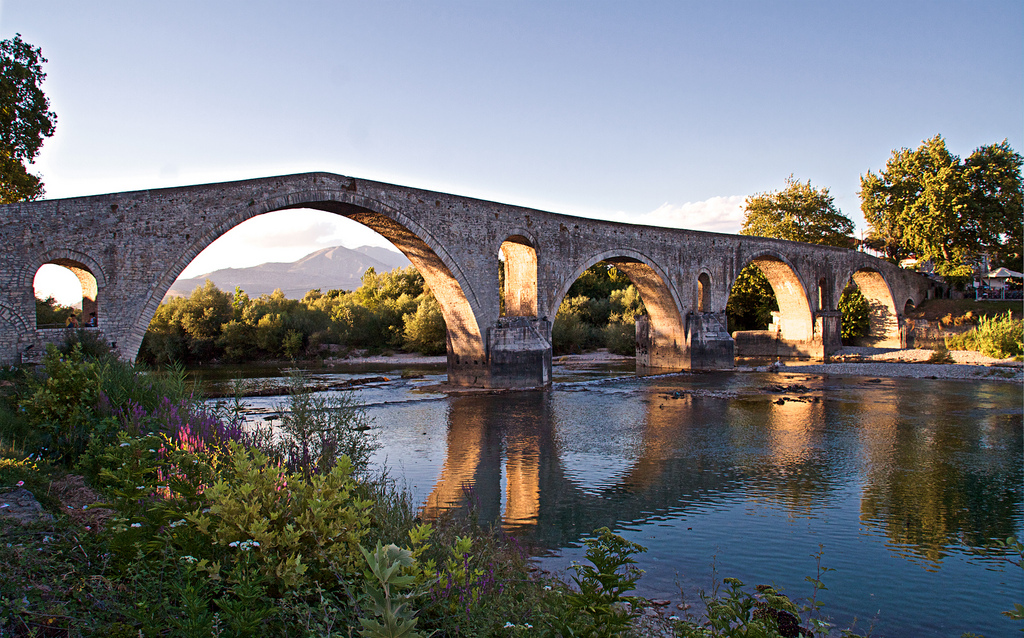
پل آرتا

شهر آرتا در استان ایپیروس در کشور یونان واقع شده است که دارای جمعیت ۱۹٬۵۸۲  نفر می‌باشد.